# Aradi vár
Az aradi vár műemlék Romániában, Arad megyében. A romániai műemlékek jegyzékében az AR-II-a-A-00475 sorszámon szerepel.

## Története

### Előzmény: az orodi vár
A mai Aradtól keletre, a mai Glogovác területén állt az orodi vár és Orod városa. Ennek a várnak első említése II. Bélának egy 1132 körüli oklevelében maradt fenn, amelyet in castro Orodiensi kelteztek. Az orodi várispánságról 1216-ból származik az első írásos adat. Ezt a várat 1241-ben és 1281-ben a tatárok lerombolták, de mindkétszer újjáépítették. A 16. századra a vár elvesztette jelentőségét, és 1551-ben a törökök foglalták el, és elpusztították. 1555-re a város teljesen elpusztult.

### Török hódoltság
A régi orodi vár helyett a törökök 1552–1554 között egy palánkvár létesítését kezdték el a Maros partján, itt alakult ki később Arad városa.
A várat 1598-ban Báthory Zsigmond foglalta el rövid ideig, de már 1598-ban a vár üresen állt, így a törökök elfoglalták. 1614-ben Bethlen Gáboré volt, de 1616-ban visszaadta a török portának. A törökellenes harcok során 1686-ban Mercy gróf foglalta el, de mivel nem hagyott hátra erősítést, a vár ismét a törököké lett. 1688-ban került végleg a király birtokába.

### Jelenlegi vár
III. Károly 1732-ben ígéretet tett egy új vár építésére, de ezt csak Mária Terézia váltotta be. Az új vár a Maros kanyarulatában elhelyezkedő szigeten épült Philipp Ferdinand Harsch tábornok tervei alapján. Az építkezés 1783-ban fejeződött be.
Az 1848–49-es forradalom és szabadságharc során az aradi polgárok hosszú ostromot követően 1848. június 28-án elfoglalták a várat. A szabadságharc bukása után itt tartották fogva és ítélték halálra az aradi vértanúkat. A továbbiakban is börtönként működött; egyik híres foglya a szarajevói merénylet elkövetője, Gavrilo Princip volt.
A két világháború közötti időszakban kaszárnyaként üzemelt. Románia és Szovjetunió közötti békekötés (1944. szeptember 12.) után a várost elfoglalták a szovjetek, és a várban egy tankos harci egységet helyeztek el. 1958-tól, amikor a szovjet csapatok elhagyták az országot, a román hadsereg használta ugyanolyan célra. Jelenleg (2015-ös állapot szerint) az 1998-ban létrehozott Magyar–Román Közös Békefenntartó Zászlóalj román egysége, az Aradi 191. Gépesített Lövészzászlóalj állomásozik benne. Az aradi polgármesteri hivatal tárgyalásokat folytat a honvédelmi minisztériummal a zászlóalj áthelyezése és a vár polgári célokra való átadása érdekében.

## Leírása
A Vauban-rendszerű, hatszög alaprajzú vár kerülete 3180 méter, területe mintegy 730 000 négyzetméter. A hatszög oldalain egy-egy bástya helyezkedik el. A három méter vastagságú falak három sor téglából készültek, és a közöket földdel töltötték fel. Eredetileg a várat sánc vette körül, amelybe be lehetett vezetni a Maros vizét. A falakon belül a katonai létesítményeken kívül annak idején egy kórházként is működő kolostor és egy barokk templom is helyet kapott.